# Reigny
Reigny é uma comuna francesa na região administrativa do Centro, no departamento Cher. Estende-se por uma área de 25,09 km². Em 2010 a comuna tinha 249 habitantes (densidade: 9,9 hab./km²).